# Маэ, Яак
Яак Маэ (эст. Jaak Mae; род. 25 февраля 1972, Тапа) — эстонский лыжник, выступающий за сборную Эстонии с 1994 года. Участвовал в пяти зимних Олимпийских играх, наиболее успешными из которых оказались игры 2002 года в Солт-Лейк-Сити, где спортсмен выиграл бронзовую медаль в гонке на 15 км классическим стилем. На Олимпиаде в Турине 2006 года так же показал неплохой результат, добившись пятого места.
В этой же дисциплине Маэ удостоился серебряной награды на чемпионате мира в Валь-ди-Фьемме (2003), завершив гонку раздельного старта на втором месте. Среди прочих достижений на этом турнире имеет в послужном списке пятое место чемпионата в Либереце (2009). Маэ семь раз получал подиум различных этапов Кубка мира, на котором дебютировал 9 января 1994 года, в том числе четырежды оказывался третьим и трижды вторым. Дважды становился призёром Скандинавского кубка, в соревнованиях 2007 года занимал третью и первую позиции.
Кроме лыжных гонок любит проводить время на охоте, а также увлекается моторными видами спорта. Женат, имеет двух детей.